# Karl Wilhelm Ludwig Langsdorf
Karl Wilhelm Ludwig Langsdorf (auch Langsdorff) (* 8. März 1775 in Idstein; † 12. November 1825) war ein nassauischer Amtmann.

## Leben
Langsdorf war der Sohn von Ernst Heinrich Langsdorf (1749–1829) und dessen Ehefrau Elisabeth Luise geborene Witt (1749–1829). Langsdorf, der evangelischen Glaubens war heiratete Marianne Luise von Langsdorff (* 6. Oktober 1782 in Gießen), die Tochter des Franz Friedrich von Langsdorff und der Christine Eleonore Wittich. Aus der Ehe ging der gemeinsame Sohn, der spätere Landrat Carl Wilhelm Langsdorff (1802–1855) hervor.
Langsdorf wurde Landesoberschultheiß im Amt Hochheim. 1826–1825 war er Amtmann im Amt Wehen.